# Rudawy Słowackie
Rudawy Słowackie (515.2; słow. Slovenské rudohorie; węg. Gömör-Szepesi-érchegység) – pasmo górskie w Wewnętrznych Karpatach Zachodnich, na Słowacji. Najwyższy szczyt to Stolica (1476 m n.p.m.). Długość pasma wynosi 140 km, szerokość – około 40 km, powierzchnia – ok. 4000 km².
Według regionalizacji polskiej w skład Rudaw Słowackich wchodzą:
- 515.21 Góry Szczawnickie (słow.: Štiavnické vrchy)
- 515.22 Jaworie (słow.: Javorie)
- 515.23 Polana (słow.: Poľana)
- 515.24 Góry Bystrzyckie (słow.: Bystricka vrchovina)
- 515.25 Rudawy Weporskie (słow.: Veporské rudohorie lub Veporské vrchy)
- 515.26 Rudawy Gemerskie (słow.: Gemerské rudohorie lub Stolické vrchy + Muránska planina)
- 515.27 Góry Straceńskie (słow.: Slovenský raj)
- 515.28 Rudawy Spiskie (słow.: Volovské vrchy + Čierna hora)
- 515.29 Branisko i Bachureń
  - 515.29* Branisko (słow.: Branisko)
  - 515.29* Bachureń (słow.: Bachureň)

Według  regionalizacji słowackiej w skład Rudaw Słowackich wchodzą:
1. Veporské vrchy (Rudawy Weporskie)
2. Spišsko-gemerský kras (Kras Spisko-Gemerski)
3. Stolické vrchy (Góry Stolickie)
4. Revúcka vrchovina (Pogórze Rewuckie)
5. Slovenský raj (Słowacki Raj)
6. Slovenský kras (Kras Słowacko-Węgierski)
7. Volovské vrchy (Góry Wołowskie)
8. Čierna hora (Czarna Góra)
9. Rožňavská kotlina (Kotlina Rożnawska)